# بيكسار
استديوهات بيكسار للرسوم المتحركة أو بيكسار (بالإنجليزية: Pixar)‏، هي استوديو أفلام أمريكي للرسوم المتحركة المنتجة عن طريق الحاسوب يقع في إميرفيل، كاليفورنيا. يشتهر الاستوديو لصناعته لأفلام رسوم متحركة منشأة بالحاسوب ببرنامج من تطويرها هو (فوتو ريلستك رندرمان) أو ريندر مان. بدأت بيكسار بعام 1979 كـجرافكس قروب، جزء من قسم البرمجيات للوكاس فيلم قبل انفصالها كشركة مستقلة بعام 1986 مع تمويل بواسطة ستيف جوبز من شركة أبل، الذي أصبح مساهمها الأكبر. اشترت شركة والت ديزني بيكسار في 2006 بقيمة قدرها 7.4 بليون دولار أمريكي، عملية جعلت من جوبز أكبر مساهم منفرد لديزني في ذلك الوقت.
المصباح الصغير، شخصية من فيلم قصير لبيكسار بنفس الاسم انتج سنة 1986 هو تميمة الأستوديو.
بيكسار أنتجت 14 فيلم رئيسي، بدايةً مع حكاية لعبة في 1995. أغلب الأفلام تلقت نجاحا انتقاديا وماليا، مع استثناء ملحوظ ألا وهو سيارات 2 (2011)، مع أنه كان ناجحا دعائيا إلا أنه تلقى مدحا قليلا مساواة إلى أفلام بيكسار الأخرى. جميع الأربعة عشر فيلماً تلقت تقييمات لا تنزل عن A- في سينيماسكور، مما يشير لاستقبال إيجابي من قبل المشاهدين. أنتج الاستوديو أيضا سلسلة من الأفلام القصيرة. اعتباراً من ديسمبر 2013، أفلامها الرئيسية كسبت فوق 8.6 بليون دولار أمريكي عالمياً، مع معدل عالمي إجمالي من 616 مليون لكل فيلم. كلا البحث عن نيمو (2003) وحكاية لعبة 3 (2010) من قائمة أعلى الأفلام دخلا، و 13 من أفلام بيكسار من ضمن قائمة أعلى أفلام الرسوم المتحركة دخلا. حكاية لعبة 3 هو ثالث أعلى، بعد ملكة الثلج من استديوهات والت ديزني للرسوم المتحركة الذي كان إجماليه 1.27 بليون في بداية اطلاقه و بعد التوابع من استيديوهات إليمونيشن للترفيه مقارنة بحكاية لعبة 3 الذي كان إجماليه 1.064 بليون.
فاز الاستوديو بخمسة عشر جائزة أوسكار، سبعة جوائز غولدن غلوب، و11 جائزة غرامي، ضمن العديد من الجوائز والتقديرات.

## التاريخ

### البداية

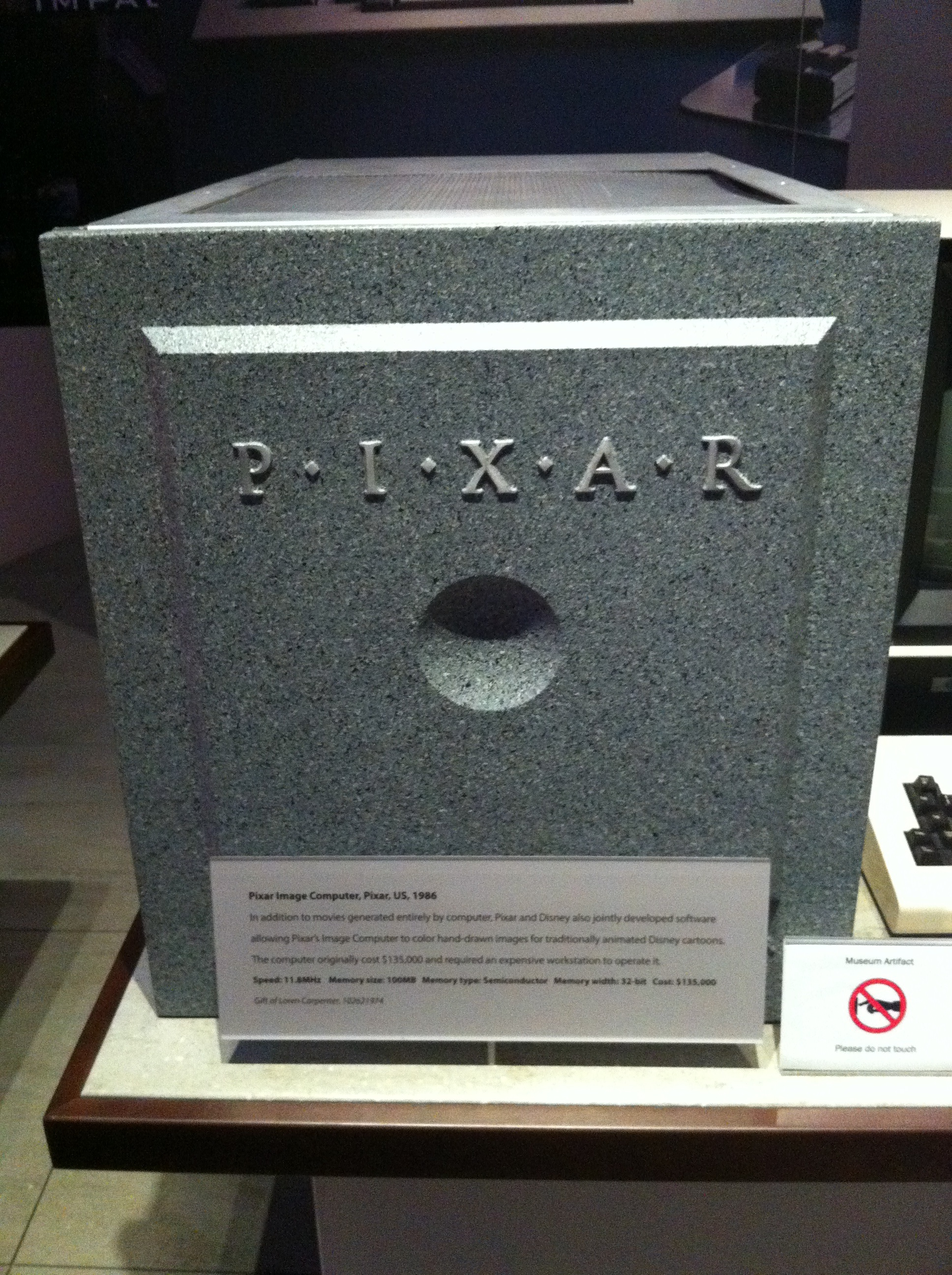
حاسب آلي من بيكسار التقط بـمتحف تاريخ الحاسوب مع الشعار من 1986-1995 عليه.

تأسست بيكسار بدايةً باسم ذا جرافكس قروب، التي كانت جزء من قسم البرمجيات للوكاس فيلم التي انطلقت بعام 1979 مع توظيف د. إدوين كاتمول من معهد نيويورك للتكنولوجيا، حيث كان مسؤولاً عن مختبر الرسوميات الحاسوبية. بالمعهد، الباحثون أطلقوا أول تقنيات إنشاء الصور - تحديداً اختراع "قناة ألفا (بواسطة كاتمول وألفي راي سميث). بعد سنوات أنتج المختبر فيلم تجريبي يدعى الأعمال. بعد الانتقال إلى لوكاس فيلم، عمل الفريق على ابتكار النذير لـريندر مان، يدعى ريِيس (بالإنجليزية: REYES)‏ وطورت عدداً من التقنيات لإنشاء الصور - تتضمن "تأثيرات الجسيمات" والعديد من أدوات الأنيميشن.
في 1982، الفريق بدأ بالعمل على سلسلة أفلام مؤثرات خاصة مع شركة صناعات لايت & ماجك. بعد سنوات من البحث، وظهور تغييرات مهمة مثل تأثير التكوين في ستار تريك II: غضب خان وفارس الزجاج الملون في شرلوك هولمز الشاب، المجموعة، التي تكونت حينها من 40 فرداً، انفصلوا كشركة مستقلة في فبراير 1986 مع تمويل بواسطة ستيف جوبز بعد فترة وجيزة من مغادرته أبل. جوبز دفع 5 مليون دولار لـجورج لوكاس لأجل حقوق التكنولوجيا ووضعها و5 مليون نقداً كرأس مالي للشركة. من العوامل التي ساهمت ببيع جورج لوكاس لبيكسار كانت صعوبات التدفق النقدي الذي تبع طلاقه في 1983، الذي تزامن مع التنازل المفاجئ بالإيرادات من تراخيص حرب النجوم متابعةً لإصدار عودة الجيداي. الشركة الجديدة المستقلة كانت برآسة د. إدوين كاتمول كرئيس و د. ألفي راي سميث كنائب رئيس تنفيذي. انضما إلى مجلس المدراء بجانب ستيف جوبز كرئيس المجلس.
في البداية، بيكسار كانت شركة أجهزة حواسيب راقية وكان منتجها الأساسي كمبيوتر بيكسار للصور، نظام يباع خصّيصاً لوكالات حكومية والمجتمعات الطبية. أحد مشتري كمبيوتر بيكسار للصور كان فرعاً من فروع ستوديو والت ديزني، الذين كانوا يستعملونه كجزء من مشروعهم السري نظام إنتاج الأنيميشن بالحاسوب، لاستخدام الآلة وبرامج مخصصة كتبتها بيكسار للرحيل عن الحبر والطلاء كجزء مجهد من عملية 2 دي أنيميشن إلى طريقة أكثر آلية. كمبيوتر الصور لم يلقى مبيعات جيدة. في محاولة لتحريك المبيعات للنظام، موظف بيكسار جون لاسيتر-الذي كان يبتكر رسوم متحركة (أنيميشن) قصيرة منذ مدة طويلة، مثل المصباح الصغير، ليظهر قدرات الجهاز-عرض ابتكاراته في SIGGRAPH، أكبر معرض لجرافكس الحواسيب، في وسط جماهير كبيرة.
المبيعات القليلة لحواسيب بيكسار هددت بوضع الشركة خارج العمل لتزايد الخسائر المالية. جوبز استثمر المزيد والمزيد من المال في مقابل الحصول على حصة متزايدة في الشركة، مما خفض نسبة ملكية الإدارة والموظفين حتى أصبح إجمالي استثماره بالنهاية 50 مليون دولار أمريكي مما قدم له السيطرة الكاملة على الشركة. بدأ قسم الرسوم المتحركة للاسيتر بإنتاج إعلانات تجارية بالأنيميشن لشركات خارجية. حملات ناجحة مبكرة تضمنت تروبيكانا، ليسترين، ولايف سيفرز. في أبريل 1990 باعت بيكسار قسم أجهزتها، بما في ذلك جميع الأجهزة التكنولوجية وبرامج التصوير، إلى Vicom Systems، وحولت 18 من موظفي بيكسار التقريباً 100. في نفس السنة انتقلت بيكسار من سان رافاييل إلى ريتشموند، كاليفورنيا. بيكسار أطلقت بعضاً من أدواتها البرمجية بالسوق المفتوح لأنظمة ماكنتوش وويندوز. ريندر مان كان أحد أبرز صفقات الـ3D في بداية التسعينات، وتيبيستري كان نظام ذو مهام 3D خاصة وكان منافساً لـ Adobe AddDepth.
استمرت بيكسار أثناء هذه الفترة علاقتها الناجحه مع استديوهات والت ديزني للرسوم المتحركة، استوديو أصبح بالنهاية أهم شريك لها. كما بدأ 1991، أطلقت الشركة 30 من موظفيها من قسم أجهزة الكمبيوترات-إضافة إلى رئيس الشركة، تشاك كولستاد، مما خفض عدد الموظفين الإجمالي إلى 42 فقط، عددها الأصلي الأساسي. مع ذلك ربحت بيكسار صفقة تاريخية مع ديزني بمبلغ 26 مليون لإنتاج ثلاثة أفلام أنيميشن سينيمائية، والذي كان أولها حكاية لعبة. حينها مبرمجوا الحواسيب، الذين كانوا يعملون على ريندر مان وCAPS، وقسم جون لاسيتر للأنيميشن، الذي عمل إعلانات تجارية للتلفاز، وقفات ثلاثية الأبعاد لـنكلوديون، والعروض القصيرة لـشارع السمسم، كانوا كل ما تبقى من بيكسار.
على الرغم من إجمالي الدخل من هذه المشاريع إلا أن الشركة استمرت بخسارة المال وجوبز، كرئيس مجلس المدراء والمالك الكامل للشركة، غالباً اعتبر بيعها. حتى بوقت متأخر كـ1994، جوبز قكر ببيع بيكسار لشركة أخرى، أبرزها مايكروسوفت. فقط عندما علم من نُقّاد من نيويورك أنه من المحتمل أن ينجح حكاية لعبة-وبعد تأكيد أن ديزني ستقوم بتوزيعه بموسم الكريسماس في 1995-حينها قرر أن يعطي بيكسار فرصةً أخرى. للمرة الأولى تولى أيضا دوراً قياديا نشطا وجعل من نفسه المدير التنفيذي. ذهب حكاية لعبة ليحصل على إجمالي أكثر من 361 مليون في جميع أنحاء العالم وأيضا، عندما عقدت بيكسار طرحها العام الأولي في نوفمبر 1995، تجاوزت نتسكيب كأكبر مكتتب بالعام. في أول نصف ساعة فقط من التداول أسهم بيكسار تسددت من 22$ إلى 45$ دولار أمريكي، مما أخّر التداول بسبب أوامر شراء لا مثيل لها. ارتفعت الأسهم إلى 49$ دولار أمريكي قبل أن يغلق عند 39$.
خلال التسعينات والألفينيات، طورت بيكسار تدريجيا الـ"Pixar Braintrust"، عملية التنمية الإبداعية للاستوديو، والتي ينظر بها جميع المخرجين، الكتاب، رساموا القصص الرئيسيون مشاريع بعضهم البعض على أساس منتظم وإعطاء بعضهم «ملاحظات» صريحة للغاية.
كنتيجة لنجاح حكاية لعبة، بنت بيكسار ستوديو جديد في إميرفيل الذي تم تصميمه من قبل PMP وافتتح في نوفمبر 2000.

### ديزني

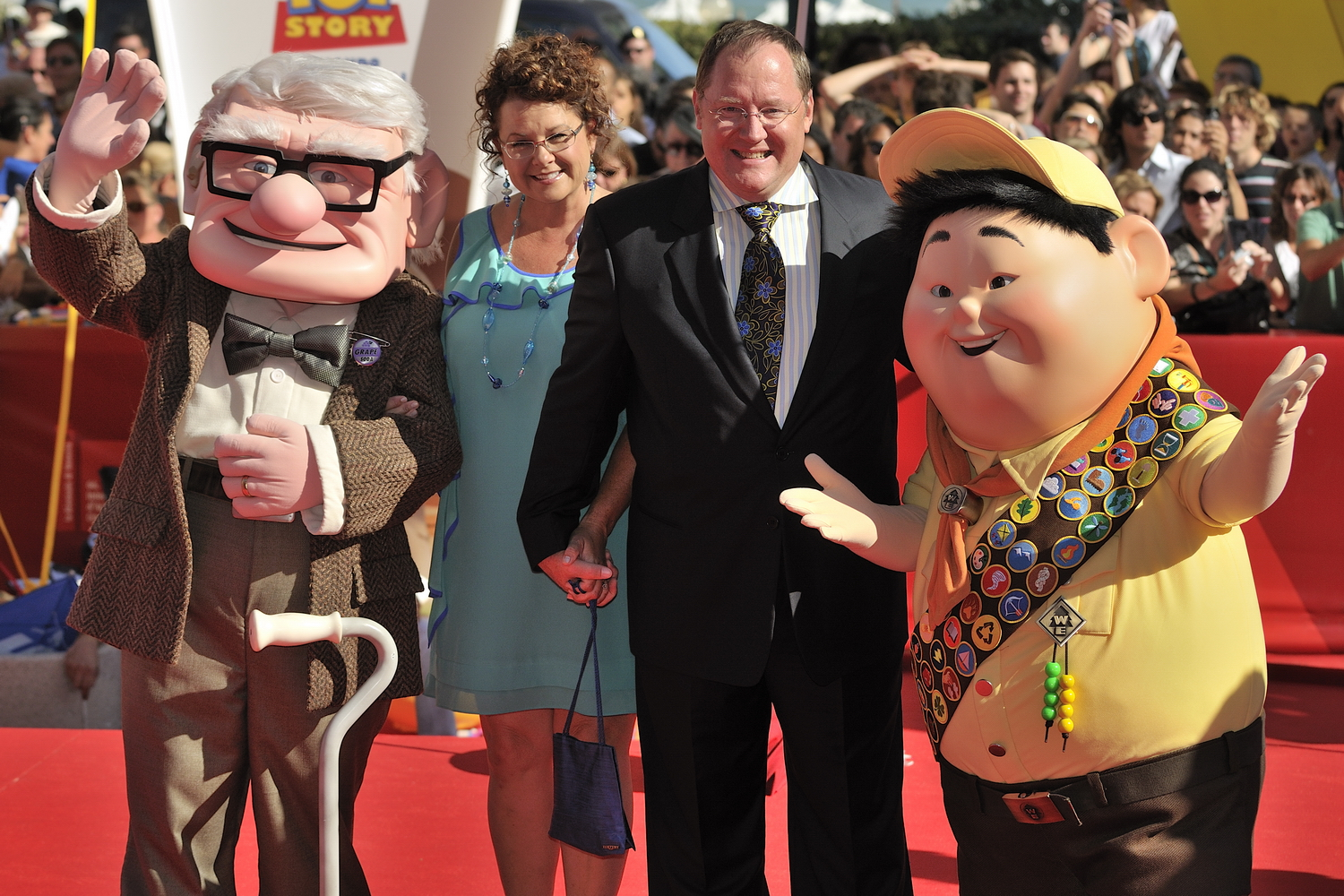
جون لاسيتر يظهر مع شخصيات فيلم «فوق» في مهرجان البندقية السينمائي عام 2009.

كان لديزني وبيكسار خلافات بعد إنتاج «حكاية لعبة 2». أعد في الأصل ليكون فيلم فيديو (بالتالي لم يكن جزءاً من صفقة الثلاثة أفلام السينيمائية)، تم رفع الفيلم بالأخير إلى فيلم سينمائي أثناء الإنتاج، طلبت بيكسار أن يحسب الفيلم ضمن صفقة الثلاثة أفلام، لكن ديزني رفضت. على الرغم من أن الأرباح لكليهما، اشتكت بيكسار لاحقا أن هذا الترتيب لم يكن منصفاً. بيكسار كانت مسؤولة عن الابتكار والإنتاج، في حين تولت ديزني التسويق والتوزيع. تم تقسيم الأرباح وتكاليف الإنتاج 50-50، لكن ديزني امتلكت حصرياً جميع حقوق القصة وأجزائها وأيضا جمعت رسوم التوزيع. عدم وجود حقوق للقصة والأجزاء كان ربما الجانب الأكثر إرهاقاً لبيكسار ومهد الطريق لعلاقة مثيرة للجدل.
حاولت الشركتان التوصل إلى اتفاق جديد في أوائل 2004. الاتفاق الجديد ينص على التوزيع فقط، على نحو أن بيكسار أرادت السيطرة على الإنتاج وملك نتائج الفيلم أنفسهم. أرادت الشركة أيضا تمويل أفلامهم بأنفسهم وجمع 100% من الأرباح، ودفع ديزني 10 إلى 15 بالمئة فقط كرسوم التوزيع. الأهم من ذلك، كجزء من أي اتفاق توزيع مع ديزني، بيكسار طالبت التحكم على الأفلام تحت الإنتاج التي في ظل الاتفاق القديم، بمن منهم الخارقون وسيارات. اعتبرت ديزني هذه الشروط غير مقبولة، ولكن بيكسار لم تتنازل.
الخلافات بين ستيف جوبز ثم رئيس مجلس الإدارة والمدير التنفيذي لديزني مايكل إيسنر زادت صعوبة المفاوضات أكثر مما كانت قد تكون عليه.

## إنتاجاتها

### الأفلام السينيمائية
أنتجت ستوديوهات بيكسار عدة أفلام سينيمائية هي: 
| #  | عنوان الفيلم           | تاريخ العرض    | إخراج                                    | تقييم قاعدة بيانات الأفلام على الإنترنت | تقييم الطماطم الفاسدة | جائزة الأوسكار |
| -- | ---------------------- | -------------- | ---------------------------------------- | --------------------------------------- | --------------------- | -------------- |
| 1  | حكاية لعبة             | 22 نوفمبر 1995 | جون لاسيتر                               | 8.3                                     | 100%                  | رُشِّح            |
| 2  | حياة حشرة              | 25 نوفمبر 1998 | جون لاسيتر ، أندرو ستانتون               | 7.2                                     | 92%                   | رُشِّح            |
| 3  | حكاية لعبة ٢           | 24 نوفمبر 1999 | جون لاسيتر ، لي أنكريتش ، آش برانون      | 7.9                                     | 100%                  | رُشِّح            |
| 4  | شركة المرعبين المحدودة | 2 نوفمبر 2001  | بيت دوكتر ، لي أنكريتش ، ديفيد سيلفرمان  | 8.1                                     | 96%                   | فوز            |
| 5  | البحث عن نيمو          | 30 مايو 2003   | أندرو ستانتون ، لي أنكريتش               | 8.2                                     | 99%                   | فوز            |
| 6  | أبطال خارقون           | 5 نوفمبر 2004  | براد بيرد                                | 8.0                                     | 97%                   | فوز            |
| 7  | سيارات                 | 9 يونيو 2006   | جون لاسيتر ، جو رانفت                    | 7.3                                     | 74%                   | رُشِّح            |
| 8  | خلطبيطة بالصلصة        | 29 يونيو 2007  | براد بيرد ، جان بنكافا                   | 8.0                                     | 96%                   | فوز            |
| 9  | وال-إي                 | 27 يونيو 2008  | أندرو ستانتون                            | 8.5                                     | 96%                   | فوز            |
| 10 | فوق                    | 29 مايو 2009   | بيت دوكتر ، بوب بيترسن                   | 8.3                                     | 98%                   | فوز            |
| 11 | حكاية لعبة ٣           | 18 يونيو 2010  | لي أنكريتش                               | 8.5                                     | 99%                   | فوز            |
| 12 | سيارات ٢               | 24 يونيو 2011  | جون لاسيتر ، براد ليويس                  | 6.4                                     | 39%                   |                |
| 13 | أسطورة مريدا           | 22 يونيو 2012  | مارك أندروز ، بريندا تشابمان ، ستيف برسل | 7.2                                     | 78%                   | فوز            |
| 14 | جامعة المرعبين         | 21 يونيو 2013  | دان سكانلن                               | 7.5                                     | 79%                   |                |
| 15 | قلبا وقالبا            | 19 يونيو 2015  | بيت دوكتر ، روني ديل كارمن               | 8.8                                     | 98%                   | فوز            |
| 16 | الديناصور اللطيف       | 25 نوفمبر 2015 | بيتر سون                                 | 6.7                                     | 76%                   |                |
| 17 | البحث عن دوري          | 17 يونيو 2016  | أندرو ستانتون                            | 7.3                                     | 94%                   |                |
| 18 | سيارات ٣               | 16 يونيو 2017  | جون لاسيتر                               | 6.8                                     | 68%                   |                |
| 19 | كوكو                   | نوفمبر 2017    | لي أنكريتش                               | 8.5                                     | 97%                   | فوز            |
| 20 | أبطال خارقون ٢         | 15 يونيو 2018  | براد بيرد                                | 7.6                                     | 94%                   |                |
| 21 | حكاية لعبة ٤           | 21 يونيو 2019  |                                          |                                         |                       |                |
| 22 | الشقيقان: رحلة خيالية  | 5 مارس 2020    |                                          |                                         |                       |                |
| 23 | مغامرة ذاتية           | 11 أكتوبر 2020 |                                          |                                         |                       |                |
| 24 | لوكا                   | 13 يونيو 2021  |                                          |                                         |                       |                |
| 25 | الباندا الأحمر الكبير  | 10 مارس 2022   |                                          |                                         |                       |                |
| 26 | بظ يطير                | 16 يونيو 2022  |                                          |                                         |                       |                |
| 27 | مدينة العناصر          | 16 يونيو 2023  |                                          |                                         |                       |                |
| 28 | قلبا وقالبا ٢          | 14 يونيو 2024  |                                          |                                         |                       |                |

### الأفلام القصيرة
| عنوان الفيلم             | عام  | عُرض سينمائيا أولا مع   | عُرض منزليّا أولا مع                  | جائزة الأوسكار |
| ------------------------ | ---- | ---------------------- | ----------------------------------- | -------------- |
| مغامرات أندري و والي بي. | 1984 |                        |                                     |                |
| المصباح الصغير           | 1986 | حكاية لعبة 2           | حكاية لعبة 2                        | رُشِّح            |
| حلم رِد                   | 1987 |                        |                                     |                |
| اللعبة المعدنية          | 1988 |                        | حكاية لعبة                          | فوز            |
| نك ناك                   | 1989 | البحث عن نيمو          | البحث عن نيمو                       |                |
| لعبة جيري                | 1997 | حياة حشرة              | حياة حشرة                           | فوز            |
| للطيور                   | 2000 | شركة المرعبين المحدودة | شركة المرعبين المحدودة              | فوز            |
| بوندن'                   | 2003 | الخارقون               | الخارقون                            | رُشِّح            |
| فرقة من رجل واحد         | 2005 | سيارات                 | سيارات                              | رُشِّح            |
| مرفوع                    | 2006 | الطباخ الصغير          | الطباخ الصغير                       | رُشِّح            |
| بريستو                   | 2008 | وال-إي                 | وال-إي                              | رُشِّح            |
| غائم جزئيا               | 2009 | فوق                    | فوق                                 |                |
| نهار وليل                | 2010 | حكاية لعبة 3           | حكاية لعبة 3                        | رُشِّح            |
| لا لونا                  | 2011 | أسطورة مريدا           | أسطورة مريدا                        | رُشِّح            |
| المظلة الزرقاء           | 2013 | جامعة المرعبين         | جامعة المرعبين                      |                |
| لافا                     | 2014 | قلبا وقالبا            | قلبا وقالبا                         |                |
| فريق سانجي الخارق        | 2015 | الديناصور الطيب        | الديناصور الطيب                     |                |
| أفلام قصيرة تابعة        |      |                        |                                     |                |
| سيارة مارد الجديدة       | 2002 |                        | شركة المرعبين المحدودة              | رُشِّح            |
| هجوم عدنان               | 2005 |                        | الخارقون                            |                |
| ماطم والشبح الضوئي       | 2006 |                        | سيارات                              |                |
| صديقك الفأر              | 2007 |                        | الطباخ الصغيرب                      |                |
| برن-إي                   | 2008 |                        | وال-إي                              |                |
| مهمة دغ الخاصة           | 2009 |                        | فوق                                 |                |
| جورج و أي.جاي.           | 2009 |                        | باقة أفلام بيكسار القصيرة، الغلاف 2 |                |
| أسطورة مور'دو            | 2012 |                        | أسطورة مريدا                        |                |
| مركز الحفلة              | 2013 | الدمى الأكثر طلبا      |                                     |                |
| موعد رايلي الأول         | 2015 |                        | قلبا وقالبا                         |                |

## وصلات خارجية
- الموقع الرسمي
 (بالإنجليزية)
- بيكسار على موقع IMDb (الإنجليزية)
- بيكسار على موقع الموسوعة البريطانية (الإنجليزية)